# 0965
0965 è il prefisso telefonico del distretto di Reggio Calabria, appartenente al compartimento di Catanzaro.
Il distretto comprende la parte meridionale della provincia di Reggio Calabria. Confina con i distretti di Palmi (0966) e di Locri (0964) a nord.

## Aree locali e comuni
Il distretto di Reggio Calabria comprende 22 comuni inclusi nelle 2 aree locali di Melito di Porto Salvo (ex settori di Bova Marina, Melito di Porto Salvo, Motta San Giovanni e San Lorenzo) e Reggio Calabria (ex settori di Laganadi, Reggio Calabria e Villa San Giovanni). I comuni compresi nel distretto sono: Bagaladi, Bova, Bova Marina, Calanna, Campo Calabro, Cardeto, Condofuri, Fiumara, Laganadi, Melito di Porto Salvo, Montebello Ionico, Motta San Giovanni, Palizzi, Reggio Calabria, Roccaforte del Greco, Roghudi, San Lorenzo, San Roberto, Sant'Alessio in Aspromonte, Santo Stefano in Aspromonte, Scilla e Villa San Giovanni .